# La Guerre (Böcklin, Dresde)
Pour les articles homonymes, voir La Guerre.
La Guerre est un tableau du peintre suisse Arnold Böcklin.
Une autre toile du peintre porte le même nom ; elle est exposée à la Kunsthaus de Zurich.

## Description
Le tableau montre les Cavaliers de l'Apocalypse, dans une libre interprétation du déclin du monde après l'Apocalypse de Jean.
Au contraire de la gravure d'Albrecht Dürer réalisée en 1498, seuls trois personnages apportent le malheur sur des chevaux au galop : la Guerre, la Peste et la Mort. La Guerre est presque entièrement cachée du spectateur derrière la Peste à la tête de Méduse. Elle porte une robe jaune soufre et une épée sur l'épaule gauche. Sur le côté droit, suit la Mort, certaine de sa victoire. Sa tête est couronnée d'une couronne de laurier. Sa représentation rappelle une gravure d'Alfred Rethel ou encore des représentations moyenâgeuses du Triomphe de la mort.
Sur la frange d'une des selles, on peut lire les quatre lettres ALEP, pour le mot grec aleptos (invincible, inaccessible).
Dans le cortège des cavaliers, une femme vêtue de rouge tient une torche feu dans chaque main.  La ville  sur laquelle la femme semble diriger cette flamme peut être identifiée, selon son architecture et le paysage environnant, comme une ville toscane.
Le tableau est signé en bas à gauche avec la mention A. B 1896.

## Histoire
Böcklin a réalisé le tableau quelques années avant sa mort, en Italie où il résidait depuis 1895. À cette époque, il était malade, malheureux et avait des difficultés financières. Selon l'historien de l'art Rolf Andree, il voulait fin 1895 intituler ce tableau Et le malheur arrive rapidement et, en juin 1896, il l'a appelé Le Feu. Déçu par son tableau (qu'il a décrit comme "déjà raté dans l'ébauche"), il a commencé en décembre 1896 une seconde version, restée inachevée.
Pendant longtemps, la Gemäldegalerie de Dresde n'a pas acheté de tableaux de Böcklin. C'est seulement en 1890, qu'elle a acquis Frühlingsreigen. Puis deux autres de ses œuvres ont fait l'objet de donations et la galerie a acheté en 1902, peu après la mort Böcklin, la peinture La Gerre au collectionneur Rudolf Kaufmann.
Aujourd'hui, il est exposé dans la Klingersaal. Il est enregistré sous le numéro d'inventaire 2535.